# Utricularia singeriana
Utricularia singeriana är en tätörtsväxtart som beskrevs av Ferdinand von Mueller. Utricularia singeriana ingår i släktet bläddror, och familjen tätörtsväxter. Inga underarter finns listade i Catalogue of Life.